# Nandjélé-Ségbéré
Nandjélé-Ségbéré est une localité du centre de la Côte d'Ivoire et appartenant au département de Dabakala, Région de la Vallée du Bandama. La localité de Nandjélé-Ségbéré est un chef-lieu de commune.